# الک گینس
سِر الک گینس (انگلیسی: Sir Alec Guinness؛ ۲ آوریل ۱۹۱۴ – ۵ اوت ۲۰۰۰) بازیگر انگلستانی بود. او برای تنوع‌پذیری و برتری در شخصیت‌پردازی آثارش معروف است. او در طول ۶۰ سال فعالیت حرفه‌ای خود افتخارات گوناگونی از جمله یک جایزهٔ اسکار، یک جایزهٔ گلدن گلوب، یک جایزهٔ آکادمی فیلم بریتانیا و یک جایزهٔ تونی دریافت کرد. گینس برای تبهکاران لاوندر هیل (۱۹۵۱) برای اولین بار نامزد دریافت جایزهٔ اسکار شد. مدتی بعد برای بازی در پل رودخانه کوای (۱۹۵۷) برندهٔ جایزهٔ اسکار و بفتا در رشتهٔ بهترین بازیگر مرد شد. دیگر فیلم‌هایی که برایش نامزد اسکار شد عبارتند از دهان اسب (۱۹۵۸)، جنگ ستارگان (۱۹۷۷) و دوریت کوچک (۱۹۸۷).
گینس برای بازی در نقش اوبی-وان کنوبی در سه‌گانهٔ اصلی جنگ ستارگان معروف است. قسمت اول این سه‌گانه در آن دوره پرفروش‌ترین فیلم جهان شد. او در ۱۹۵۹ برای خدماتش در زمینهٔ هنر از طرف الیزابت دوم نشان شوالیه را دریافت کرد. گینس جایزهٔ اسکار افتخاری و بفتا فلوشیپ را هم دریافت کرده‌است. نه فیلم او از سوی انستیتوی فیلم بریتانیا در فهرست ۱۰۰ فیلم برتر بریتانیایی ثبت شده‌است.

## زندگی هنری
در سال ۱۹۳۴ زیر نظر مارتیتا هانت به یادگیری هنرهای نمایشی پرداخت. در ۱۹۳۶ عضو گروه نمایش جان گیلگاد شد و نخستین بازی‌اش را در نمایش هملت انجام داد. گینس در ۱۹۴۶ نخستین حضورش در سینما را با بازی در فیلم انتظارات بزرگ تجربه کرد.
برجسته‌ترین نقش او در سال‌های آخر حرفه‌اش، بازی در نقش شخصیت اوبی‌وان کنوبی در نخستین سه‌گانه جنگ ستارگان بود.

## زندگی خصوصی
وی در سال ۱۹۳۸ با بازیگری به نام «سیلویا سالامان» ازدواج کرد و ازدواج آنها تا آخر عمرش دوام داشت. متیو گینس، تنها فرزندشان نیز، هنرپیشه می‌باشد. در آوریل ۲۰۰۱ (۸ ماه پس از مرگ گینس) بی‌بی‌سی در مقاله‌ای عنوان کرد که الک گینس دوجنسگرا بوده‌است. این رازی بود که گینس تا آخر عمر آن را از عموم، پنهان کرده بود.

## مرگ
گینس در شب ۵ اوت ۲۰۰۰ در غرب ساسکس درگذشت.

## جوایز و افتخارات
او در سال ۱۹۵۷ به خاطر بازی در فیلم پل رودخانه کوای در نقش کلنل نیکلسون، برنده جایزه اسکار بهترین بازیگر نقش اول مرد شد. او پیش از آن در سال ۱۹۵۲ نیز برای نقش‌آفرینی در فیلم تبهکاران لاوندر هیل، نامزد این جایزه شده‌بود. گینس جایزه افتخاری اسکار را برای یک عمر دستاورد در سال ۱۹۸۰ به‌دست‌آورد. او همچنین در سال ۱۹۸۸ نامزد اسکار بهترین بازیگر نقش مکمل مرد به‌خاطر بازی در دوریت کوچک شد.
- جام ولپی (۱۹۵۸)
- ۱۰۰ سال... ۱۰۰ قهرمان و شرور به انتخاب بفا
- جایزه حلقه منتقدان فیلم نیویورک برای بهترین بازیگر نقش اول مرد (۱۹۵۷)
- جایزه اسکار افتخاری (۱۹۷۹)
- جایزه اسکار بهترین بازیگر نقش اول مرد (۱۹۵۸)
- جایزه اسکار بهترین بازیگر نقش مکمل مرد
- جایزه گلدن گلوب بهترین بازیگر مرد فیلم درام در پانزدهمین مراسم گلدن گلوب (۱۹۵۷) بخاطر فیلم پل رودخانه کوای
- نامزد جایزه بهترین بازیگر نقش مکمل مرد در چهل و ششمین مراسم گلدن گلوب (۱۹۸۸)
- برنده جایزه برنده بهترین بازیگر نقش اول مرد در پانزدهمین مراسم گلدن گلوب (۱۹۵۸)
- نامزد جایزه بهترین بازیگر مرد بریتانیایی در نهمین دوره جوایز بفتا (۱۹۵۵) بخاطر فیلم The Prisoner
- نامزد بهترین بازیگر مرد بریتانیایی در چهاردهمین دوره جوایز بفتا(۱۹۶۰) بخاطر فیلم Tunes of Glory
- برنده جایزه بهترین بازیگر مرد بریتانیایی در یازدهمین دوره جوایز بفتا (۱۹۵۷) بخاطر فیلم پل رودخانه کوای

## تئاتر
| سال  | عنوان                       | نقش                       | تئاتر (لندن, و جاهای دیگر)                      | یادداشت |
| ---- | --------------------------- | ------------------------- | ----------------------------------------------- | --- |
| ۱۹۳۴ | هملت                        | Osric and Third Player    | تئاتر نوئل کاوارد                               | |
| ۱۹۳۵ | رومئو و ژولیت               | Sampson and Apothecary    | تئاتر نوئل کاوارد                               | |
| ۱۹۳۶ | مرغ دریایی                  | Workman then Yakov        | تئاتر نوئل کاوارد                               | |
| ۱۹۳۶ | درد بیهوده عشق              | Boyet                     | اولد ویک                                        | شروع یک فصل با شرکت اولد ویک؛ سپتامبر ۱۹۳۶ - آوریل ۱۹۳۷.                                                                      |
| ۱۹۳۶ | هر طور شما دوست دارید       | Le Beau and William       | اولد ویک                                        | |
| ۱۹۳۷ | شب دوازدهم                  | Sir Andrew Aguecheek      | اولد ویک                                        | |
| ۱۹۳۷ | هنری پنجم                   | Exeter                    | اولد ویک                                        | |
| ۱۹۳۷ | مدرسه‌ای برای آبروریزی       | Snake                     | تئاتر کویینز                                    | |
| ۱۹۳۸ | سه خواهر                    | Fedotik                   | تئاتر کویینز                                    | |
| ۱۹۳۸ | تاجر ونیزی                  | Lorenzo                   | تئاتر کویینز                                    | |
| ۱۹۳۹ | مکبث                        | Macbeth                   | Sheffield Playhouse, شفیلد                      | |
| ۱۹۳۹ | آرزوهای بزرگ                | Herbert Pocket            | Rudolf Steiner Hall                             | نسخه اقتباس شده توسط گینس از رمان چارلز دیکنز؛ با اجرای شرکت بازیگران ، گروهی از گینس با جورج دیوین و ماریوس گورینگ تشکیل شد. |
| ۱۹۴۰ | ژان مقدس                    | The Dauphin               | تئاتر پالاس                                     | |
| ۱۹۴۰ | طوفان                       | Ferdinand                 | اولد ویک                                        | |
| ۱۹۴۶ | برادران کارامازوف           | Mitya                     | تئاتر لیریک                                     | اقتباس شده توسط گینس از فیودور داستایفسکی.                                                                                    |
| ۱۹۴۶ | شاه لیر                     | The Fool                  | تئاتر نوئل کاوارد                               | شروع یک فصل با شرکت اولد ویک در تئاتر نوئل کاوارد. سپتامبر ۱۹۴۶ - مه ۱۹۴۷.                                                    |
| ۱۹۴۶ | سیرانو دو برژراک            | De Guiche                 | تئاتر نوئل کاوارد                               | |
| ۱۹۴۸ | بازرس                       | Khlestakov                | تئاتر نوئل کاوارد                               | |
| ۱۹۴۸ | کوریولانوس                  | Menenius Agrippa          | تئاتر نوئل کاوارد                               | |
| ۱۹۴۹ | کوکتیل پارتی                | Sir Henry Harcourt-Reilly | Royal Lyceum Theatre, ادینبرا, اسکاتلند.        | |
| ۱۹۵۳ | ریچارد سوم                  | ریچارد سوم                | جشنواره استراتفورد, استراتفورد, انتاریو, کانادا | شروع یک فصل در جشنواره استراتفورد. ژوئیه تا سپتامبر ۱۹۵۳.                                                                     |
| ۱۹۵۳ | نیک آن باشد که انجامش نکوست | King of France            | جشنواره استراتفورد, استراتفورد, انتاریو, کانادا | |
| ۱۹۶۶ | حادثه در ویشی               | Von Berg                  | تئاتر فینیکس                                    | |

## فیلم‌
| سال  | عنوان                       | نقش | یادداشت |
| ---- | --------------------------- | --- | --- |
| ۱۹۴۶ | آرزوهای بزرگ                | Herbert Pocket as an adult                                                                              | |
| ۱۹۴۸ | الیور توئیست                | فاگین                                                                                                   | |
| ۱۹۴۹ | قلب‌های مهربان و نیم‌تاج‌ها    | - The Duke, The Banker, The Parson, The General, The Admiral, Young D'Ascoyne, Young Henry, Lady Agatha | - National Board of Review Award for Best Actor - نامزد—جایزه حلقه منتقدان فیلم نیویورک برای بهترین بازیگر نقش اول مرد |
| ۱۹۵۰ | آخرین تعطیلات               | George Bird                                                                                             | |
| ۱۹۵۱ | تبهکاران لاوندر هیل         | Henry Holland                                                                                           | - Nastro d'Argento Award for Best Foreign Actor - نامزد—جایزه اسکار بهترین بازیگر نقش اول مرد |
| ۱۹۵۱ | مردی با لباس سفید           | Sidney Stratton                                                                                         | |
| ۱۹۵۲ | ورق                         | Edward Henry 'Denry' Machin                                                                             | |
| ۱۹۵۴ | پدر براون                   | Father Brown                                                                                            | |
| ۱۹۵۵ | به سوی پاریس با عشق         | Col. Sir Edgar Fraser                                                                                   | |
| ۱۹۵۵ | زندانی                      | The Cardinal                                                                                            | - Sant Jordi Award for Best Foreign Actor - نامزد—جایزه بفتای بهترین بازیگر نقش اول مرد - نامزد—جایزه حلقه منتقدان فیلم نیویورک برای بهترین بازیگر نقش اول مرد |
| ۱۹۵۵ | قاتلین پیرزن                | Professor Marcus                                                                                        | |
| ۱۹۵۶ | قو                          | Prince Albert                                                                                           | |
| ۱۹۵۷ | پل رودخانه کوای             | Col. Nicholson                                                                                          | - جایزه اسکار بهترین بازیگر نقش اول مرد - جایزه بفتای بهترین بازیگر نقش اول مرد - جایزه گلدن گلوب بهترین بازیگر مرد فیلم درام - National Board of Review Award for Best Actor - جایزه حلقه منتقدان فیلم نیویورک برای بهترین بازیگر نقش اول مرد - Sant Jordi Award for Best Foreign Actor - نامزد—Laurel Award for Top Male Dramatic Performance |
| ۱۹۵۹ | مأمور ما در هاوانا          | Jim Wormold                                                                                             | |
| ۱۹۶۱ | اکثریت یک‌نفره               | Koichi Asano                                                                                            | |
| ۱۹۶۲ | لورنس عربستان               | فیصل یکم                                                                                                | |
| ۱۹۶۴ | سقوط امپراتوری روم          | مارکوس آئورلیوس                                                                                         | |
| ۱۹۶۵ | دکتر ژیواگو                 | Lieutenant General Yevgraf Andreyevich Zhivago                                                          | |
| ۱۹۶۶ | هتل پارادیزو                | Benedict Boniface                                                                                       | |
| ۱۹۶۶ | خاطرات کوئیلر               | Pol | |
| ۱۹۶۷ | کمدین‌ها در آفریقا           | خودش | نقش کوتاه |
| ۱۹۶۷ | کمدین‌ها                     | Major H.O. Jones                                                                                        | Kansas City Film Critics Circle Award for Best Supporting Actor |
| ۱۹۷۰ | کرامول                      | چارلز یکم                                                                                               | |
| ۱۹۷۰ | اسکروج                      | Jacob Marley's ghost                                                                                    | |
| ۱۹۷۲ | برادر خورشید، خواهر ماه     | اینوسنت سوم                                                                                             | |
| ۱۹۷۳ | هیتلر: ده روز آخر           | آدولف هیتلر                                                                                             | |
| ۱۹۷۶ | قتل با مرگ                  | Jamesir Bensonmum                                                                                       | |
| ۱۹۷۷ | جنگ ستارگان                 | اوبی‌وان کنوبی                                                                                           | - Evening Standard British Film Award for Best Actor - Saturn Award for Best Supporting Actor - نامزد—جایزه اسکار بهترین بازیگر نقش مکمل مرد - نامزد—جایزه گلدن گلوب بهترین بازیگر نقش مکمل مرد |
| ۱۹۸۰ | امپراتوری ضربه می‌زند        | اوبی‌وان کنوبی                                                                                           | |
| ۱۹۸۳ | بازگشت جدای                 | اوبی‌وان کنوبی                                                                                           | |
| ۱۹۸۴ | گذرگاهی به هند              | Professor Godbole                                                                                       | |
| ۱۹۸۷ | دوریت کوچک                  | William Dorrit                                                                                          | - Los Angeles Film Critics Association Award for Best Supporting Actor - نامزد—جایزه اسکار بهترین بازیگر نقش مکمل مرد - نامزد—جایزه گلدن گلوب بهترین بازیگر نقش مکمل مرد - نامزد—National Society of Film Critics Award for Best Supporting Actor - نامزد—جایزه حلقه منتقدان فیلم نیویورک برای بهترین بازیگر نقش مکمل مرد                       |
| ۱۹۹۱ | کافکا                       | The Chief Clerk                                                                                         | |
| ۲۰۱۵ | جنگ ستارگان: نیرو برمی‌خیزد  | اوبی‌وان کنوبی                                                                                           | صدای بایگانی |
| ۲۰۱۹ | جنگ ستارگان: خیزش اسکای‌واکر | اوبی‌وان کنوبی                                                                                           | صدای بایگانی |